# Президент Науру
Президент Науру — найвища посадова особа держави Науру. Згідно з конституцією Науру від 29 січня 1968 року, Президент Науру є і головою держави, і головою уряду одночасно. Президент Науру обирається депутатами парламенту Науру, яких обирають на парламентських виборах.

## Список президентів Науру
- 31 січня 1968 — 22 грудня 1976 — Гаммер де Робурт
- 22 грудня 1976 — 19 квітня 1978 — Бернард Довійого
- 19 квітня — 15 травня 1978 — Лагумот  Гарріс
- 15 травня 1978 — 17 вересня 1986 — Гаммер де Робурт (2-й раз)
- 17 вересня — 1 жовтня 1986 — Кеннан Адеанг
- 1 жовтня — грудня 1986 — Гаммер де Робурт (3-й раз)
- грудня 1986 — Кеннан Адеанг (2-й раз)
- грудня 1986 — 17 серпня 1989 — Гаммер де Робурт (4-й раз)
- 17 серпня — 12 грудня 1989 — Кенос Араї
- 12 грудня 1989 — 22 листопада 1995 — Бернард Довійого (2-й раз)
- 22 листопада 1995 — 11 листопада 1996 — Лагумот Гарріс (2-й раз)
- 11—26 листопада 1996 — Бернард Довійого (3-й раз)
- 26 листопада — 19 грудня 1996 — Кеннан Адеанг (3-й раз)
- 19 грудня 1996 — 13 лютого 1997 — Рубен Кун
- 13 лютого 1997 — 18 червня 1998 — Кінза Клодумар
- 18 червня 1998 — 27 квітня 1999 — Бернард Довійого (4-й раз)
- 27 квітня 1999 — 20 квітня 2000 — Рене Гарріс
- 20 квітня 2000 — 30 березня 2001 — Бернард Довійого (5-й раз)
- 30 березня 2001 — 9 січня 2003 — Рене Гарріс (2-й раз)
- 9—17 січня 2003 — Бернард Довійого (6-й раз)
- 17—18 січня 2003 — Рене Гарріс (3-й раз)
- 18 січня — 9 березня 2003 — Бернард Довійого (7-й раз)
- 10 березня — 29 травня 2003 — Дарог Гіоура
- 29 травня — 8 серпня 2003 — Людвіг Скотті
- 8 серпня 2003 — 22 червня 2004 — Рене Гарріс (4-й раз)
- 22 червня 2004 — 19 грудня 2007 — Людвіг Скотті (2-й раз)
- 19 грудня 2007 — 10 листопада 2011 — Маркус Стефен
- 10-15 листопада 2011 — Фредерік Пітчер
- 15 листопада 2011 — 11 червня 2013 — Спрент Дабвідо
- 11 червня 2013 — 27 серпня 2019 — Барон Вака
- 27 серпня 2019 — 29 вересня 2022 — Лайонел Енгімеа
- 29 вересня 2022 —  30 жовтня 2023 — Расс Кун
- 30 жовтня 2023 — дотепер — Девід Аданг